# Jake's Progress (colonna sonora)
Jake's Progress è un album discografico del cantautore inglese Elvis Costello realizzato con Richard Harvey e pubblicato nel 1995. È la colonna sonora dell'omonima miniserie TV di Alan Bleasdale.

## Tracce
Tutte le tracce sono state scritte da Harvey e Costello.
1. Jake's Progress Opening Sequence - 4:12
2. Map of Africa - 2:02
3. Julie's Pregnant Pause - 2:36
4. Monica's Fortune Telling - 3:28
5. Cisco Kid - 2:48
6. Graveyard Waltz - 1:53
7. Housewarning - 2:16
8. Moving In - 2:25
9. Howling at the Moon - 2:21
10. Unhappy Home Service - 2:22
11. Ursine Variations - 3:43
12. Mrs. Rampton Reminisces - 2:07
13. Friend in Need - 2:16
14. Death of Alex/Closing Titles - 3:58
15. Remembering Alex - 2:11
16. Leaving Home - 2:00
17. Eliot's Heartbreak and Flashback - 2:56
18. Kate's Abuse - 2:18
19. Grave Dance - 2:35
20. Banquo - 4:15
21. Fall from Grace - 5:16
22. Play With Me, Mummy - 4:50